# Alain Louvier
Alain Louvier (* 13. September 1945 in Paris) ist ein französischer Komponist.

## Leben und Wirken
Louvier studierte zwischen 1967 und 1970 am Conservatoire von Paris bei Henriette Puig-Roget, Olivier Messiaen, Tony Aubin, Robert Veyron-Lacroix, Norbert Dufourcq und Manuel Rosenthal. 1968 gewann er den Prix de Rome. Danach leitete er die École Normale de Musique in Boulogne-sur-Seine (heute Boulogne-Billancourt). Von 1986 bis 1991 war er Direktor des Conservatoire.
Louvier komponierte Stücke für Klavier und für Cembalo, kammermusikalische Werke und Orchesterstücke.

## Werke
- Etudes pour agresseurs I und II für Klavier
- Etudes pour agresseurs III für Cembalo
- Etudes pour agresseurs IV für zwei Klaviere
- Etudes pour agresseurs V für Cembalo, Lautsprecher und Streicher
- Bläserquintett
- Sonate für zwei Klaviere
- Vier Präludien für Klaviersaiten
- Chant des limbes
- Concerto pour orchestre